# Lega B 2019 (football americano)
La Lega B 2019 è la 28ª edizione del campionato di football americano di secondo livello, organizzato dalla SAFV.

## Squadre partecipanti
| Club               | Città           | Stadio           | Sponsor ufficiale | Risultato nella stagione 2018              |
| ------------------ | --------------- | ---------------- | ----------------- | ------------------------------------------ |
| Argovia Pirates    | Ammerswil       |                  |                   | Terzo posto in Lega B                      |
| Bienna Jets        | Bienne          | Stadion Gurzelen |                   | Quarto posto in Lega B                     |
| Geneva Whoppers    | Plan-les-Ouates |                  |                   | Vincitori Lega C                           |
| Sankt Gallen Bears | San Gallo       |                  |                   | Quinto posto in Lega B                     |
| Thun Tigers        | Thun            | Stadion Lachen   |                   | Secondo posto in Lega B                    |
| Zürich Renegades   | Zurigo          |                  |                   | Vincitori Lega B; sconfitti allo spareggio |

## Stagione regolare

### Calendario

#### 1ª giornata
| 23 marzo 2019, ore 18:00 | Argovia Pirates | 8 – 7 | Bienna Jets |  |

| Zurigo 24 marzo 2019, ore 14:00 | Zürich Renegades | 27 – 14 | Geneva Whoppers | Utogrund |

#### 2ª giornata
| Plan-les-Ouates 31 marzo 2019, ore 14:00 | Geneva Whoppers | 20 – 34 | Argovia Pirates | Centre sportif des Cherpines |

#### 3ª giornata
| Zurigo 7 aprile 2019, ore 12:00 | Zürich Renegades | 30 – 23 | Thun Tigers | Utogrund |

| Plan-les-Ouates 7 aprile 2019, ore 14:00 | Geneva Whoppers | 19 – 18 (d.t.s.) | Bienna Jets | Centre sportif des Cherpines |

| 7 aprile 2019, ore 15:00 | Sankt Gallen Bears | 12 – 6 (d.t.s.) | Argovia Pirates |  |

#### 4ª giornata
| 13 aprile 2019, ore 15:00 | Sankt Gallen Bears | 3 – 28 | Bienna Jets |  |

| 13 aprile 2019, ore 18:00 | Argovia Pirates | 14 – 35 | Zürich Renegades |  |

#### 5ª giornata
| 22 aprile 2019, ore 14:00 | Thun Tigers | 28 – 0 | Sankt Gallen Bears |  |

#### 6ª giornata
| 27 aprile 2019, ore 15:00 | Sankt Gallen Bears | 27 – 0 | Geneva Whoppers |  |

| 28 aprile 2019, ore 14:00 | Thun Tigers | 20 – 19 | Bienna Jets |  |

#### 7ª giornata
| 4 maggio 2019, ore 18:00 | Bienna Jets | 14 – 19 | Zürich Renegades |  |

| Plan-les-Ouates 5 maggio 2019, ore 14:00 | Geneva Whoppers | 20 – 3 | Sankt Gallen Bears | Centre sportif des Cherpines |

#### 8ª giornata
| 11 maggio 2019, ore 18:00 | Argovia Pirates | 21 – 6 | Sankt Gallen Bears |  |

| Plan-les-Ouates 12 maggio 2019, ore 14:00 | Geneva Whoppers | 25 – 6 | Thun Tigers | Centre sportif des Cherpines |

| Zurigo 12 maggio 2019, ore 14:00 | Zürich Renegades | 35 – 0 | Bienna Jets | Utogrund |

#### 9ª giornata
| 18 maggio 2019, ore 18:00 | Argovia Pirates | 16 – 0 | Geneva Whoppers |  |

| 19 maggio 2019, ore 14:00 | Thun Tigers | 7 – 48 | Zürich Renegades |  |

#### 10ª giornata
| 25 maggio 2019, ore 18:00 | Bienna Jets | 28 – 9 | Sankt Gallen Bears |  |

| Zurigo 26 maggio 2019, ore 14:00 | Zürich Renegades | 41 – 7 | Argovia Pirates | Utogrund |

#### 11ª giornata
| 1º giugno 2019, ore 18:00 | Argovia Pirates | 13 – 37 | Thun Tigers |  |

| 1º giugno 2019, ore 18:00 | Bienna Jets | 32 – 28 | Geneva Whoppers |  |

#### 12ª giornata
| 8 giugno 2019, ore 15:00 | Sankt Gallen Bears | 0 – 22 | Zürich Renegades |  |

| 10 giugno 2019, ore 14:00 | Thun Tigers | 17 – 7 | Geneva Whoppers |  |

#### 13ª giornata
| 15 giugno 2019, ore 18:00 | Bienna Jets | 16 – 8 | Thun Tigers |  |

| Zurigo 16 giugno 2019, ore 14:00 | Zürich Renegades | 49 – 8 | Sankt Gallen Bears | Utogrund |

#### 14ª giornata
| 23 giugno 2019 | Bienna Jets | 33 – 0 | Argovia Pirates |  |

| 23 giugno 2019 | Sankt Gallen Bears | 6 – 24 | Thun Tigers |  |

| Plan-les-Ouates 23 giugno 2019 | Geneva Whoppers | 20 – 21 | Zürich Renegades | Centre sportif des Cherpines |

#### Recuperi 1
| 29 giugno 2019, ore 18:00 | Thun Tigers | 34 – 9 | Argovia Pirates |  |

### Classifica
La classifica della regular season è la seguente:
- PCT = percentuale di vittorie, G = partite giocate, V = partite vinte, P = partite perse, PF = punti fatti, PS = punti subiti
- La vincente sfida l'ultima della LNA per la partecipazione alla LNA 2020 (verde)
- L'ultima classificata sfida la vincente della Lega C per la partecipazione alla Lega B 2020 (giallo)

| Pos. | Squadra            | PCT   | G  | V  | N | P | PF  | PS  |
| ---- | ------------------ | ----- | -- | -- | - | - | --- | --- |
| 1    | Zürich Renegades   | 1.000 | 10 | 10 | 0 | 0 | 327 | 107 |
| 2    | Thun Tigers        | .600  | 10 | 6  | 0 | 4 | 204 | 173 |
| 3    | Bienna Jets        | .500  | 10 | 5  | 0 | 5 | 195 | 148 |
| 4    | Argovia Pirates    | .400  | 10 | 4  | 0 | 6 | 128 | 225 |
| 5    | Geneva Whoppers    | .300  | 10 | 3  | 0 | 7 | 153 | 201 |
| 6    | Sankt Gallen Bears | .200  | 10 | 2  | 0 | 8 | 74  | 226 |

## Spareggio promozione
| Zurigo 6 luglio 2019, ore 18:00 | Zürich Renegades | 38 – 27 | Luzern Lions | Utogrund |

## Spareggio relegazione
| 7 luglio 2019 | Sankt Gallen Bears | – | TBD |  |

## Verdetti
- Zürich Renegades Promossi in LNA 2020.
- Luzern Lions relegati in Lega B 2020.
- Sankt Gallen Bears in attesa della decisione della federazione per la disputa del Relegation Game contro la vincitrice della finale della Lega C,  Lugano Rebels o  Lausanne LUCAF Owls.